# Бленкур-сюр-Об
Бленку́р-сюр-Об (фр. Blaincourt-sur-Aube) — коммуна во Франции, находится в регионе Шампань — Арденны. Департамент — Об. Входит в состав кантона Бриен-ле-Шато. Округ коммуны — Бар-сюр-Об.
Код INSEE коммуны — 10046.
Коммуна расположена приблизительно в 165 км к востоку от Парижа, в 65 км южнее Шалон-ан-Шампани, в 30 км к востоку от Труа.

## Население
Население коммуны на 2008 год составляло 96 человек.
| 1962 | 1968 | 1975 | 1982 | 1990 | 1999 | 2008 |
| ---- | ---- | ---- | ---- | ---- | ---- | ---- |
| 106  | 111  | 102  | 105  | 86   | 87   | 96   |

## Экономика
В 2007 году среди 63 человек в трудоспособном возрасте (15—64 лет) 47 были экономически активными, 16 — неактивными (показатель активности — 74,6 %, в 1999 году было 71,4 %). Из 47 активных работали 44 человека (21 мужчина и 23 женщины), безработных было 3 (3 мужчины и 0 женщин). Среди 16 неактивных 7 человек были учениками или студентами, 7 — пенсионерами, 2 были неактивными по другим причинам.